# Бесіди (Ленінський міський округ)
Бесі́ди (рос. Беседы) — село у складі Ленінського міського округу Московської області, Росія.

## Населення
Населення — 182 особи (2010; 170 у 2002).
Національний склад (станом на 2002 рік):
- росіяни — 98 %